# Rydårbogen
Rydårbogen (latin: Annales Ryenses) er en middelalderlig årbog fra Ryd Kloster ved Flensborg Fjord, skrevet i sidste halvdel af 1200-tallet. Den omhandler Danmarks historie fra sagntiden til 1288. 
Fra kong Dan til Svend Estridsen har beretningen nærmest krønikeform, men fra og med år 1157 skifter teksten karakter og bliver en årbog. Denne opbygning følger eksemplet fra Lundeårbogen. I begge afsnit udnyttes ældre kilder (bl.a. Saxo Grammaticus), men der er også en del stof, som ikke kendes andetstedsfra. 
I årbogen findes også den første dokumentation af franciskanernes ankomst til Danmark. Der står "1232 ankom gråbrødrene på deres bare ben til Danmark og grundlagde huset i Ribe".
Den latinske tekst er kun overleveret i en enkelt afskrift fra middelalderen, mens der kendes hele tre middelalderlige afskrifter på dansk. De danske tekster afviger en del fra hinanden.
Indflydelse på Rydårbogen tæller foruden Lundeårbogen og Gesta Danorum også Valdemarårbogen og Colbazårbogen